# Parereis javanica
Parereis javanica är en skalbaggsart som beskrevs av Stefan von Breuning 1938. Parereis javanica ingår i släktet Parereis och familjen långhorningar. Inga underarter finns listade i Catalogue of Life.